# Набережний (Челябінська область)
Набережний (рос. Набережный) — селище у Нагайбацькому районі Челябінської області Російської Федерації.
Входить до складу муніципального утворення Куликовське сільське поселення. Населення становить 91 особу (2010).

## Історія
Згідно із законом від 9 липня 2004 року органом місцевого самоврядування є Куликовське сільське поселення.

## Населення
| 2002 | 2010 |
| ---- | ---- |
| 133  | ↘91  |